# Amblytropis ovata
Amblytropis ovata är en bladmossart som beskrevs av Brotherus 1907. Amblytropis ovata ingår i släktet Amblytropis och familjen Daltoniaceae. Inga underarter finns listade i Catalogue of Life.